# Cazillac
Cazillac is een plaats en voormalige gemeente in het Franse departement Lot in de regio Occitanie en telt 345 inwoners (1999). De plaats maakt deel uit van het arrondissement Gourdon.

## Geschiedenis
Cazillac is op 1 januari 2019 gefuseerd met de gemeente Les Quatre-Routes-du-Lot tot de gemeente Le Vignon-en-Quercy. 

## Geografie
De oppervlakte van Cazillac bedraagt 19,2 km², de bevolkingsdichtheid is 18,0 inwoners per km².
De onderstaande kaart toont de ligging van Cazillac met de belangrijkste infrastructuur en aangrenzende gemeenten.

## Demografie
Onderstaande figuur toont het verloop van het inwonertal.